# Noguchi Yonejirō
 Noguchi Yonejirō (野口 米次郎 Noguchi Yonejirō?,  8 de diciembre de 1875 – 13 de julio de 1947), fue un influyente autor japonés, que escribió tanto en japonés como en inglés obras de poesía, narrativa, ensayo y crítica literaria. En Occidente fue conocido con el nombre de Yone Noguchi. Fue el padre del notable escultor Isamu Noguchi.

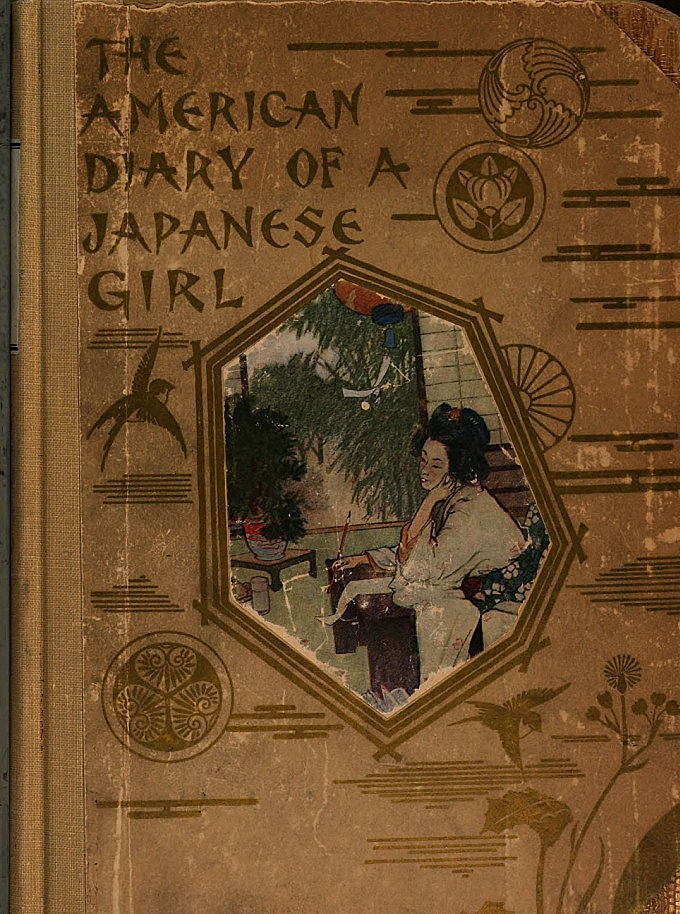
The American Diary of a Japanese Girl

A los diecisiete años se marchó a Estados Unidos, donde vivió hasta 1904. Allí publicó en inglés su primera novela The American Diary of a Japanese Girl. Cuando volvió a Japón enseñó inglés en la universidad y continuó publicando obras tanto en inglés como en japonés, sin perder el contacto con Occidente gracias a los viajes que realizó a Inglaterra, Francia y Estados Unidos. En los años 1920 defendió los ideales y los valores democráticos, pero en la década siguiente adoptó la posición política derechista y autoritaria que entonces se impuso en Japón.
En 1935 le escribió una carta al escritor indio Rabindranath Tagore, viejo amigo suyo, para pedirle su apoyo a la guerra de Japón en China, una guerra de «Asia para Asia», destinada, según él, a «consolidar un gran nuevo mundo en el continente». Tagore le contestó que el concepto que tenía Noguchi de Asia iba a acabar «erigiéndose sobre una torre de cráneos» y que le deseaba «al pueblo japonés, al que amo, no éxito, sino remordimiento».
En 1944, cuando Japón estaba perdiendo la Segunda Guerra Mundial, escribió un poema en el que renegó de su adhesión anterior a los valores occidentales, profundamente erróneos según él:

Antiguamente Estados Unidos e Inglaterra eran para mí
 países de Justicia:
América era el país de Whitman,
Inglaterra, el país de Browning:
Pero ahora son países disolutos que han caído en el
abismo de la riqueza,
Países inmorales, que ansían sueños imperdonables.